# David Horowitz
David Joel Horowitz (Nova Iorque, 10 de janeiro de 1939 – 29 de abril de 2025) foi um escritor estadunidense. Figura proeminente no apoio ao marxismo e membro da Nova Esquerda na década de 1960, Horowitz posteriormente afastou-se da esquerda, passando a se identificar com a direita do espectro político.
Ele escreveu vários livros com o autor Peter Collier, incluindo quatro de proeminentes famílias políticas americanas do século XX que tiveram membros eleitos para a presidência. Horowitz também trabalhou como um colunista para a uma revista eletrônica, Salon; sua então editora Joan Walsh, descreveu-o como um "provocador conservador".
Horowitz foi criado por pais que eram membros do Partido Comunista dos Estados Unidos durante a Grande Depressão. Eles renunciaram a sua filiação em 1956 depois de conhecer as purgas e os abusos de Josef Stalin. De 1956 a 1975, Horowitz era um adepto franco da Nova Esquerda.

## Nova Esquerda
Depois de concluir sua pós-graduação, no final da década de 1960, Horowitz morava em Londres e trabalhou para a Bertrand Russell Peace Foundation, período em se identificava como um intelectual marxista engajado de linha soviética. Em 1966, Ralph Shoenman persuadiu Bertrand Russell a convocar um tribunal de crime de guerra para julgar o envolvimento dos Estados Unidos na Guerra do Vietnã.   
Horowitz citaria três décadas depois, ter reservas políticas em relação a esse tribunal pelo que não participou da ação, apesar de descrever os juízes do tribunal como formidáveis. Dentre eles estavam os mundialmente famosos Isaac Deutscher, Jean-Paul Sartre, Stokely Carmichael, Simone de Beauvoir, James Baldwin e Vladimir Dedijer.   
Enquanto esteve em Londres, Horowitz tornou-se amigo íntimo do Deutscher, e escreveu uma biografia dele, publicada em 1971. Horowitz escreveu também O Colosso do Mundo Livre: uma crítica da política externa americana na Guerra Fria. Em janeiro 1968, voltou para os Estados Unidos, onde se tornou co-editor da revista New Left de Ramparts, com sede no norte da Califórnia.   
Durante o início da década de 1970, Horowitz desenvolveu uma estreita amizade com Huey Newton, fundador do Partido dos Panteras Negras. Horowitz, mais tarde, retratou Newton como um pouco de gângster, terrorista, intelectual e celebridade de mídia.  Como parte de seu trabalho em conjunto com os Panteras, Horowitz ajudou a arrecadar dinheiro e financiar uma escola para crianças pobres em Oakland.   
Ele recomendou que Newton contratasse Betty Van Patter como contadora, na época em que ela estava trabalhando para as Ramparts. Em dezembro de 1974, o corpo de Van Patter foi encontrado flutuando no porto de São Francisco, e Horowitz concluiu que os Panteras Negras estavam por atrás de seu assassinato.

## Direita
Após o impacto decorrente do assassinato de Van Patter, em que o caso passou a ser abafado pelos movimentos esquerdistas e Horowitz chegou a ser acusado de traidor da causa, ele rejeitou completamente o esquerdismo e, desde então, se tornou um dos principais defensores do conservadorismo. Horowitz relatou sua jornada ideológica em uma série de livros retrospectivos, culminando com seu livro de memórias Radical Son: A Generational Odyssey.
O ativista também foi fundador do David Horowitz Freedom Center (anteriormente denominado Center for the Study of Popular Culture), do qual foi presidente por muitos anos. Esta entidade mantém o site Discover the Networks, que divulga a agenda política e traz a público os nomes de seus financiadores. Ele foi editor do popular website conservador FrontPage Magazine, e seus artigos podem ser lidos sites de notícias e publicações, incluindo a revista conservadora NewsMax. Ele fundou o grupo ativista Students for Academic Freedom e foi afiliado ao Campus Watch. Ocasionalmente, participa do Fox News Channel como analista. David Horowitz foi co-fundador do blog Jihad Watch que traz ao público o papel da teologia Jihad nos conflitos atuais.

## Morte
Horowitz morreu no dia 29 de abril de 2025, aos 86 anos.

## Publicações

### Livros
- Student. (Ballantine, 1962) OCLC 1968166
- Shakespeare: An Existential View. (Tavistock, 1965) OCLC 8545094
- The Free World Colossus: A Critique of American Foreign Policy in the Cold War. Hill & Wang (1965, edição revisada 1971) ISBN 978-0-8090-0107-1 OCLC 122073
- From Yalta to Vietnam: American Foreign Policy in the Cold War. Penguin (1967) ISBN 978-0-14-021147-4 OCLC 304200
- Containment and Revolution. Beacon Press (1968)
- Marx and Modern Economics. Modern Reader Paperbacks (1968) OCLC 59796224
- Corporations and the Cold War. Monthly Review Press (1969) OCLC 3715379
- Empire and Revolution: A Radical Interpretation of Contemporary History. Random House (1969) OCLC 759274
- Universities and the Ruling Class: How Wealth Puts Knowledge in its Pocket. Bay Area Radical Education Project (1969)

Originally published in Ramparts as "Billion Dollar Brains" (May 1969) and "Sinews of Empire" (August 1969).
- Isaac Deutscher: The Man and His Work. Macdonald and Company (1971) ISBN 978-0-356-03156-9 OCLC 281670
- Radical Sociology: An Introduction. Canfield Press (1971) ISBN 978-0-06-383865-9 OCLC 263656516
- Counterculture and Revolution, with Craig Pyes (Random House, 1972) ISBN 978-0-394-31553-9 OCLC 215350
- The Fate of Midas, and other Essays. Ramparts Press (1973) ISBN 978-0-87867-032-1 OCLC 730559
- The Rockefellers: An American Dynasty, with Peter Collier. Summit Books (1976) ISBN 978-0-671-67445-8 OCLC 18746502
- The First Frontier: The Indian Wars and America's Origins, 1607–1776. Simon & Schuster (1978) ISBN 978-0-671-22534-6 OCLC 4194194
- The Kennedys: An American Drama, with Peter Collier. Encounter Books (1984) ISBN 978-0-671-44793-9 OCLC 10711800
- The Fords: An American Epic, with Peter Collier. Encounter Books (1987) ISBN 978-0-671-54093-7 OCLC 16844914
- Destructive Generation: Second Thoughts about the 60s, with Peter Collier. Summit Books (1989) ISBN 978-0-671-66752-8 OCLC 18870005
- Second Thoughts about Race in America, with Peter Collier (Madison Books, 1991) ISBN 978-0-8191-8243-2 OCLC 24246309
- Deconstructing the Left: From Vietnam to the Persian Gulf. (Second Thoughts Books, 1991) ISBN 978-0-8191-8315-6 OCLC 24067317
- The Roosevelts: An American Saga with Peter Collier. Simon & Schuster (1994) ISBN 978-0-233-98927-3 OCLC 33664990
- Radical Son: A Generational Odyssey. Simon & Schuster (1996) ISBN 978-0-684-84005-5 OCLC 38928326
- The Politics of Bad Faith: The Radical Assault on America's Future. Free Press (1998) ISBN 978-0-684-85679-7 OCLC 43650827
- Sex, Lies and Vast Conspiracies. (Second Thoughts Books, 1998) ISBN 978-1-886442-14-6
- Hating Whitey and Other Progressive Causes. Spence Publishing Co. (1999) ISBN 978-1-890626-21-1 OCLC 41981890
- Uncivil Wars: The Controversy Over Reparations for Slavery. (Encounter Books, 2002) ISBN 978-1-893554-44-3 OCLC 47849447
- How to Beat the Democrats and Other Subversive Ideas. (Spence Publishing, 2002) ISBN 978-1-890626-41-9 OCLC 50246759
- Left Illusion: An Intellectual Odyssey. (Spence Publishing, 2003) ISBN 978-1-890626-56-3
- The Art of Political War and Other Radical Pursuits. (Spence Publishing, 2004) ISBN 978-1-890626-28-0 OCLC 44026293
- The Anti-Chomsky Reader with Peter Collier. Encounter Books (2004) ISBN 978-1-893554-97-9
- Unholy Alliance: Radical Islam and the American Left. Regnery Publishing (2004) ISBN 978-0-89526-026-0 OCLC 64385505
- The End of Time. (Encounter, 2005) ISBN 978-1-59403-129-8 OCLC 60378448
- The Professors: The 101 Most Dangerous Academics in America. (Regnery, 2006) ISBN 978-1-59698-525-4 OCLC 180272939
- Indoctrination U: The Left's War Against Academic Freedom. (Encounter, 2007) ISBN 978-1-59403-367-4 OCLC 609854164
- Party of Defeat: How Democrats and Radicals Undermined America’s War on Terror Before and After 9/11, with Ben Johnson. (Spence Publishing, 2008) ISBN 978-1-890626-74-7 OCLC 224508933
- One Party Classroom: How Radical Professors at America's Top Colleges Indoctrinate Students and Undermine Our Democracy. (Crown Forum, 2009) ISBN 978-0-307-45255-9 OCLC 232980253
- A Cracking of the Heart. (Regnery, 2009) ISBN 978-1-59698-103-4 OCLC 317453616
- Reforming Our Universities: The Campaign For An Academic Bill Of Rights. (Regnery, 2010) ISBN 978-1-59698-157-7 OCLC 694142894
- A Point in Time : The Search for Redemption in This Life and the Next. (Regnery, 2011) ISBN 978-1-59698-295-6 OCLC 759159586
- Radicals: Portraits of a Destructive Passion. (Regnery, 2012) ISBN 978-1-62157-006-6 OCLC 812193305
- The New Leviathan: How the Left-Wing Money-Machine Shapes American Politics and Threatens America's Future. (2012) ISBN 978-0-307-71645-3 OCLC 754714308
- The Black Book of the American Left. Volume 1: My Life and Times. (David Horowitz Freedom Center, 2013) ISBN 978-1-59403-695-8 OCLC 863201404
- The Black Book of the American Left. Volume 2: Progressives. (David Horowitz Freedom Center, 2014) ISBN 978-1-886442-95-5
- The Black Book of the American Left. Volume 3: The Great Betrayal. (David Horowitz Freedom Center, 2014) ISBN 978-1-886442-96-2
- Take No Prisoners: The Battle Plan for Defeating the Left. (Regnery, 2014) ISBN 978-1-62157-261-9 OCLC 884012884
- You're Going to be Dead One Day: A Love Story. (Regnery, 2015) ISBN 978-1-62157-433-0 OCLC 907291786
- The Black Book of the American Left. Volume 4: Islamo-Fascism and the War Against the Jews. (David Horowitz Freedom Center, 2015) ISBN 978-1-941262-00-9
- The Black Book of the American Left. Volume 5: Culture Wars. (David Horowitz Freedom Center, 2015) ISBN 978-1-941262-01-6
- The Black Book of the American Left. Volume 6: Progressive Racism. (David Horowitz Freedom Center, 2016) ISBN 978-1-59403-859-4
- The Black Book of the American Left. Volume 7: The Left in Power. (David Horowitz Freedom Center, 2016) ISBN 978-1-941262-03-0
- The Black Book of the American Left. Volume 8: The Left in the University. (David Horowitz Freedom Center, 2017) ISBN 978-1-941262-04-7
- The Shadow Party: How George Soros, Hillary Clinton, and Sixties Radicals Seized Control of the Democratic Party. Humanix Books (2017) ISBN 978-1-59555-103-0
- Big Agenda: President Trump's Plan to Save America. (Humanix Books, 2017) ISBN 978-1-63006-087-9
- The Black Book of the American Left. Volume 9: Ruling Ideas (David Horowitz Freedom Center, 2018) ISBN 978-1-941262-08-5
- Dark Agenda: The War to Destroy Christian America. (Humanix, 2018) ISBN 978-1-63006-114-2
- Mortality and Faith: Reflections on a Journey through Time. (Regnery, 2019) ISBN 978-1-62157-813-0
- BLITZ: Trump Will Smash the Left and Win. (Humanix Books, 2020) ISBN 978-1-63006-138-8
- The Enemy Within: How a Totalitarian Movement Is Destroying America. (Regnery, 2021) ISBN 978-1-68451-054-2
- I Can't Breathe: How a Racial Hoax Is Killing America. (Regnery, 2021) ISBN 978-1-68451-218-8
- Final Battle: The Next Election Could Be the Last. (Humanix, 2023) ISBN 978-1-63006-224-8

### Artigos
- Oglesby, Carl, and David Horowitz. "In Defense of Paranoia: An Exchange Between Carl Oglesby and David Horowitz". Ramparts (Mar. 1975), pp. 15–20.

## Pontos de vista alternativos
- ELLIS, M. H. Unholy alliance: religion and atrocity in our time. Minneapolis: Augsburg Fortress Publishers, 1997. ISBN 0-8006-3080-7.

### Crítica pública
- «Know Your Right-Wing Speakers: David Horowitz» (em inglês)
- «"David Horowitz's Long March"» (em inglês) - Scott Sherman, The Nation
- «Entradas no Media Matters sobre Horowitz» (em inglês)
- «"Chilling Effects: David Horowitz tries to redefine 'academic freedom'"» (em inglês) - Jesse Walker, Reason Magazine
- «Disinfopedia - David Horowitz» (em inglês)
- «The Delusions of David Horowitz» (em inglês) - Counterpunch.
- «David Horowitz» (em inglês) - Perfil de Horowitz no MediaTransparency.
- «David Horowitz, ex-marxista» (em inglês)
- «Protesto de Horowitz na Ball State University» (em inglês)